# Francisco Cumplido
Francisco Guillermo Cumplido Cereceda (Santiago, 23 de octubre de 1930-Ibíd, 16 de julio de 2022) fue un jurista, académico, consultor y político chileno, miembro del Partido Demócrata Cristiano chileno (PDC). Se desempeñó como ministro de Justicia de su país, durante los cuatro años de la administración del presidente Patricio Aylwin.
De su gestión en el Estado destacó su rol en la conformación y trabajo de la «Comisión Nacional de Verdad y Reconciliación», la cual buscó esclarecer la verdad sobre los crímenes cometidos durante la dictadura militar del general Augusto Pinochet.

## Familia y estudios
Realizó sus estudios primarios en la Escuela Salvador Sanfuentes y en el Liceo Miguel Luis Amunátegui, prosiguiendo los secundarios en el Instituto Nacional General José Miguel Carrera, todos los anteriores establecimientos en Santiago. Continuó los superiores en la carrera de derecho en la Universidad de Chile.[cita requerida]
Se casó con Alicia Antonieta García Valdés, matrimonio que no tuvo descendencia.

## Carrera académica
Entre 1969 y 1972 se desempeñó como director del Instituto de Ciencias Políticas y Administrativas de la Universidad de Chile y desde 1970 hasta 1978 ejerció como profesor de la Facultad latinoamericana de Ciencias Sociales (FLACSO). También se desempeñó como profesor de instituciones políticas y derecho constitucional de la Universidad Diego Portales, y como rector de la Universidad Miguel de Cervantes.
Por otra parte, fue asesor legal de la Food and Agriculture Organization (FAO); asesor de los proyectos de reforma constitucional en los gobiernos de los presidentes Jorge Alessandri (1958-1964) y Eduardo Frei Montalva (1964-1970).

## Carrera política y pública
Ingresó a militar en el Partido Demócrata Cristiano (PDC) en 1958, siendo presidente del Tribunal Nacional de Disciplina de la colectividad durante dos periodos. Durante la presidencia del también demócrata cristiano Eduardo Frei Montalva, fue nombrado como director general de Tierras del Ministerio de Tierras y Colonización.
El 11 de marzo de 1990 asumió como ministro de Justicia en el gobierno del presidente Patricio Aylwin, ejerciendo el cargo hasta el final del mismo el 11 de marzo de 1994, periodo en el que fue entregado a la opinión pública el denominado Informe Rettig que tenía como fin esclarecer las violaciones a los derechos humanos cometidas entre el 11 de septiembre de 1973 y el 11 de marzo de 1990, durante la dictadura militar del general Augusto Pinochet. Dentro de los hitos de su gestión se cuentan las llamadas Leyes Cumplido, entre las cuales figuraban la «Ley de Conductas Terroristas» que se adecuó a los Tratados Internacionales, la derogación de la pena de muerte (suprimida finalmente durante el gobierno del presidente Ricardo Lagos en 2001) y el reforzamiento de los derechos de las personas en el proceso penal.
Posteriormente, como exministro de Estado, realizó varios estudios en derecho para el Ministerio Secretaría General de la Presidencia (Segpres) y el Ministerio de Hacienda. En 2004, junto a su colega Juan José Romero, académico de la Pontificia Universidad Católica (PUC), fue reclutado por la Sociedad Nacional de Minería (Sonami) para elaborar un informe en derecho para oponerse al primer proyecto de royalty. El documento, que llevó por título Límites constitucionales a la intervención del Estado a través del establecimiento de una regalía minera, estableció tajantemente que dicho royalty «es un impuesto y adolecería de vicios de inconstitucionalidad».
Falleció en San Antonio el 16 de julio de 2022, a los 91 años. Sus restos fueron velados en la localidad de Cuncumen de dicha comuna.